# Ambrogio Buonvicino
Ambrogio Buonvicino (Milano, 1552 – Roma, 1622) è stato uno scultore italiano.

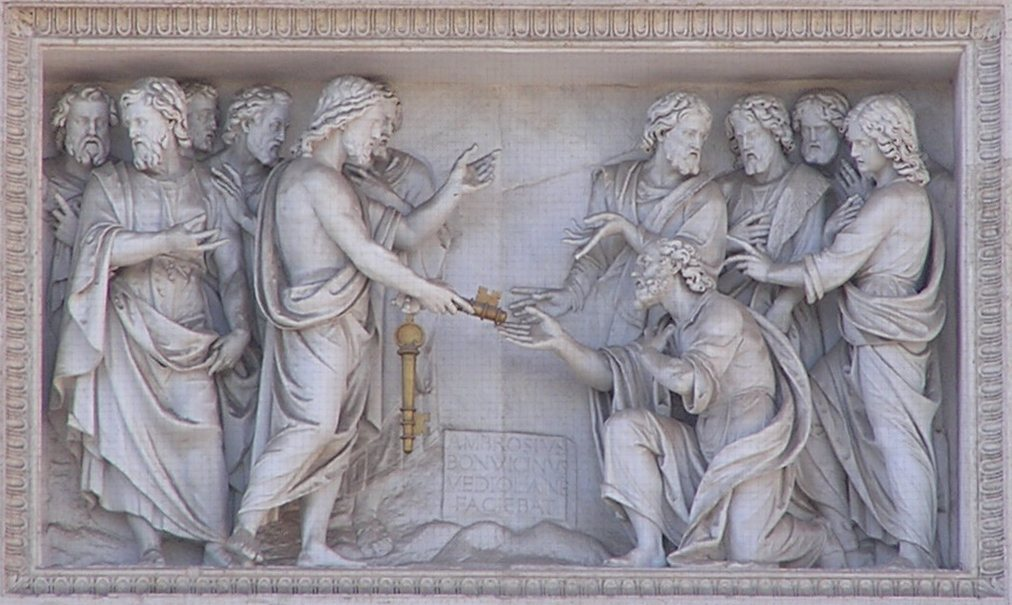
Consegna Chiavi a S.Pietro

Nella cerchia degli scultori lombardi e ticinesi tra la fine del Cinquecento e i primi del Seicento di impronta naturalistica,
si trasferì a Roma lavorando soprattutto sotto il papato di Sisto V e Paolo V.

## Opere principali
- La consegna delle Chiavi a Pietro, bassorilievo nella Loggia delle Benedizioni della basilica di San Pietro in Vaticano.
- Monumento di Urbano VII e San Giovanni Battista  in Santa Maria sopra Minerva a Roma.
- San Giovanni Evangelista nella cappella Barberini in Sant'Andrea della Valle a Roma.
- Angeli in stucco nella chiesa della Madonna dei Monti a Roma.
- Due bassorilievi con storie di Clemente VIII e Paolo V, statua di San Giuseppe nella Cappella Paolina in Santa Maria Maggiore a Roma.